# قائمة الزلازل في بلاد الشام
هذه قائمة الزلازل التي حدثت في بلاد الشام، بما في ذلك الزلازل التي كان مركزها في بلاد الشام أو تسببت بأضرار جسيمة في المنطقة. تركّز القائمة على الأحداث التي أثرت على أراضي فلسطين التاريخية والأردن ولبنان وفلسطين وسوريا، وإلى حدٍ ما المناطق المتاخمة لجنوب الأناضول وجزيرة قبرص وشبه جزيرة سيناء (تركيا الحديثة وقبرص، شمال قبرص ومصر).

## خطر الزلازل
نشأ أخدود وادي الأردن نتيجة الحركات التكتونية داخل نظام صدع البحر الميت (DSF). يشكل الصدع حدود التحويل بين الصفيحة الأفريقية إلى الغرب والصفيحة العربية إلى الشرق. تعد مرتفعات الجولان وكل شرق الأردن جزءًا من الصفيحة العربية، بينما يقع الجليل ومرتفعات يهودا والسامرة (الضفة الغربية) والسهل الساحلي والنقب وشبه جزيرة سيناء ضمن الصفيحة الأفريقية. يسبب هذا النشاط التكتوني نشاطاً زلزالياً مرتفعاً نسبيًا في المنطقة.

## الزلازل
شهدت المنطقة العديد من الزلازل ، أكثرها تدميراً هي الزلازل التي حدثت في 31 قبل الميلاد، و 363 م، و 749 م، و 1033 م.  من المحتمل أن تكون زلازل الشرق الأدنى 1759 وزلزال سوريا 1202 أقوى الزلازل التاريخية في المنطقة. أعقب بعض الزلازل أيضًا تسونامي - لا سيما في 92 قبل الميلاد، 115، 306، 502، 551، 881، 1202.

### الزلازل التاريخية في العصر البرونزي والحديدي
- حوالي عام 700 قبل الميلاد - دُمّر القصر الكنعاني في تل كابري إثر زلزال كبير [2]
- حوالي 1500/1400 قبل الميلاد - دمرت مدينة أريحا وهُجرت بعد وقوع حدث زلزالي كبير [3]
- حوالي 1365 قبل الميلاد - يستند زلزال عنيف مفترض يُزعم أنه ضرب أوغاريت في العصر البرونزي إلى إساءة تفسير الأدلة ، وخاصة خطاب العمارنة 151 الذي يقول في الواقع فقط أن نصف القصر الملكي قد دمر بالنار. طبقة الدمار التي تعرضت لها أوغاريت والتي من المفترض أن تمثل دليلًا أثريًا على الكارثة [4] أعيد تغييرها الآن إلى كاليفورنيا. 1250 قبل الميلاد.[5]
- القرن الثامن قبل الميلاد - زلزال كبير ورد ذكره في سفر عاموس، أثر على مملكة إسرائيل القديمة ومملكة يهوذا [6]

### الزلازل الكبرى
- 140 قبل الميلاد – زلزال كارثي بين صور وبطليميس (عكا)[7][8]
- زلزال بلاد الشام 92 ق.م. – تسبب بحدوث تسونامي في الساحل[9]
- 31 قبل الميلاد – زلزال جنوب فلسطين 31 ق.م.: كان مركز الزلزال السطحي في وادي الأردن، وسجل 7 درجات على مقياس ريختر، وهو من أشد الزلازل خلال 2000 عام.[7] كتب يوسيفوس فلافيوس عن مقتل 30,000 شخص.[10] ألحق الزلزال أضراراً في عمواس وبرج ستراتون (التي أعاد هيرودس الأول تسميتها إلى قيسارية ماريتيما).[8]
- 30–33 ميلادي (جميع التواريخ التالية في هذه القائمة هي بعد الميلاد) – زلزال تم تحديده في الطبقات الجيولوجية من البحر الميت وأفادت مصادر رومانية أنه حدث خلال صلب يسوع.[11]
- 115 – زلزال أنطاكية (115)؛ ضرب تسونامي منطقتي يفنه وقيسارية[9]
- 130 – أثر على قيسارية، واللد وعمواس.[9] تذكر مصادر مختلفة تواريخ مختلفة لهذا الزلزال: 129,[12] 131[7][13]
- 306 – حدث تسونامي في سواحل المشرق (الشرق الأدنى).[8] شعر به السكان في قيصرية وطبريا والقدس.
- 363 – زلزال الجليل 363. ربط البعض محاولة اليهود الفاشلة لإعادة بناء معبد القدس في عهد الإمبراطور يوليان المرتد بالزلزال.
- 365 – زلزال كريت 365 تسبب بموجة تسونامي كبيرة غمرت دلتا النيل.
- 419 – زلزال سبب دماراً في أنتيباتريس (رأس العين)[9]
- 526 – زلزال أنطاكية 526
- 551 – زلزال بيروت (551) أثر على جزء كبير من الشرق الأوسط، وربما يكون الأكبر في بلاد الشام.[7][8] دمّر منطقة الجش (الجليل). وتسبب بتسونامي كبير اجتاح الساحل من قيسارية إلى طرابلس (لبنان).[9]
- 633 – أثّر على منطقة الحمة (فلسطين) في وادي نهر اليرموك[14] وربما قريباً من بلدة حرثا (إربد).[15]
- 658 – أثر على سوريا وفلسطين.[8] تضررت القدس بشدة وفق ما أورده كل من ميخائيل السرياني وثيوفان المعترف.[16]
- 672 – ضرب عسقلان والرملة وغزة (توضيح) بشدّة[9]
- 746–749 – وقعت سلسلة من الزلازل، غالبًا ما يتم الخلط بينها وبين زلزال الجليل 749. تم تدمير طبريا

```
وبيسان
 
وقلعة الحصن سوسيتا (هيبوس)
 إلى حد كبير. تمركز حدث كبير في وادي الأردن وبلغت قوته 7.6 درجة.
[
7
]
[
8
]
```

- 808 – زلزال ضرب القدس.[7] تسبب بأضرار جسيمة في قبة الصخرة.[17]
- 846 – تضرّر قبة الصخرة بشدة جرّاء زلزال.[17]
- 847 – زلزال دمشق 847
- 881 – زلزال عكا 881. زلزال ضرب سواحل بلاد الشام وتسبب بتسونامي في عكا[8]
- 1015 – تأثري قبة الصخرة بشدة.[18]
- 1016 – تأثرت القدس ويافا والمنطقة المحيطة بهما[7][19]
- 1033–34 – زلزال وادي الأردن المتصدع 1033: سلسلة من الزلازل، شعر بها السكان لمدة 40 يوماً [محل شك] دمر عدّة مناطق كالرملة ونابس[7] وبلغ عدد القتلى نحو 70,000 شخص.[20]
- 1063 – زلزال كبير ضرب الساحل. تعرضت عكا لأضرار بالغة[9]
- 1068 – زلزال الشرق الأدنى 1068 أحدث تصدعاً في الأرض في وادي عربة. دمرت الرملة بالكامل وبقيت مهجورة لمدة أربع سنوات بعد فقد ما يقرب من 15.000 إلى 25,000 شخصاً جراء الزلزال.[21]
- 1070 – زلزال كبير مركزه وادي البقاع (لبنان) أثر على الأراضي الفلسطينية[7][8]
- 1091 –تأثرت المدن الساحلية، وانهارت أبراج المدن ومآذنها[9]
- 1138 – زلزال حلب (1138)
- 1157 – زلزال حماة 1157
- 1170 – زلزال سوريا 1170: تسبب بدمار قيسارية[9]
- 1202 – زلزال سوريا 1202,[22] أحد أكبر الزلازل في التاريخ المكتوب في المنطقة. يقال (غير مؤكد) أنه تسبب بمقتل مليون شخص في المنطقة، بما في ذلك قتلى الحرائق وأمواج التسونامي، من المحتمل أن يكون عدد القتلى الحقيقي قرابة 30.000 شخصاً.
- 1261 – اختفت مجموعة من الجزر بين عكا وطرابلس تحت سطح البحر[9]
- 1344 –زلزال سوريا 1344، كان بقوة 6.6 درجة؛ ضرب شمال غرب سوريا. دمّر منبج تقريباً وتوفي فيه 5700 شخص.[23]
- 1660 – زلزال ضرب طبريا.[24]
- 1752 – ضرب زلازل قوي ساحل سوريا العثمانية[9]
- 1759 – زلازل سورية في 1759، من أقوى الزلازل التاريخية في المنطقة.[1]
- 1796 – زلزال اللاذقية 1796: تسبب بمقتل 1500 شخصاً.[23]
- 1822 – زلزال حلب 1822
- 1834 – زلزال القدس (1834): أثر على مناطق القدس وبيت لحم والخليل.
- 1837 – زلزال صفد 1837، مصدر الزلزال صدع البحر الميت وامتداده جنوب بحيرة طبريا[25]
- 1856 – زلزال هيراكليون 1856:على الرغم من أن مركز الزلزال كان قبالة جزيرة كريت اليونانية ، إلا أن الهزة كانت شديدة في القاهرة وفلسطين وشمال إفريقيا. وقتل بعض الاشخاص في دلتا النيل والقاهرة جراء انهيار مبانٍ.
- 1872 – زلزال أميك 1872: قُتل ما لا يقل عن 1800 شخص خلال هزة أرضية قوتها 7.2 (MSK 64 = XI) مركزها في سهل العمق. يُعتقد أن هذا الزلزال تسبب في حدوث تمزق سطحي على امتداد 50 كيلومترًا في صدع أمانوس.
- 1927 – زلزال نابلس 1927. مركز الزلزال في المنطقة الشمالية للبحر الميت. تعرضت القدس وأريحا والرملة وطبريا ونابلس لأضرار جسيمة، ويقدّر عدد القتلى بما لا يقل عن 500 شخص.[26] بلغ عدد القتلى أكثر من 130 شخصاُ وأصيب بها نحو 450 شخصاً. انهار قرابة 300 منزل وتضررت بشدة بحيث لم يكن ممكن استخدامها. تسبب الزلزال بأضرار جسيمة بقباب كنيسة القيامة والمصلى القبلي.[27] وتضررت قبة الصخرة أيضاً.[28] كان الزلزال شديدا بشكل خاص في نابلس حيث دمر حوالي 300 مبنى، بما في ذلك جامع النصر والأجزاء التاريخية من الجامع الصلاحي الكبير.[27] وبلغ عدد القتلى في نابلس أكثر من 150 شخصا وأصيب نحو 250. في أريحا، انهار عدد من المنازل، بما في ذلك العديد من الفنادق الجديدة نسبيًا في إحداها قُتلت ثلاث سائحات من الهند،[29] في الرملة، كما تضررت طبريا بشدة.
- 1955 – زلزال الإسكندرية 1955 تسبب في أضرار في دلتا النيل وخلف ما لا يقل عن 18 قتيلاً.
- 1969 – زلزال شرم الشيخ 1969 أثّر على جنوب شبه جزيرة سيناء.
- 1995 – زلزال العقبة 1995 (ويعرف أيضاً باسم زلزال نويبع) حدث يوم 22 نوفمبر الساعة 06:15 بالتوقيت المحلي (04:15 توقيت عالمي منسق) وسحل 7.3 درجة.
- 2023 – زلزال قهرمان مرعش 2023  ضرت جنوب تركيا بالقرب من الحدود السورية، ما أسفر عن مقتل أكثر من 20 ألف شخص حتى 26 فبراير، في تركيا وسوريا. يفيد مركز رصد الزلازل الأوروبي المتوسطي بأن السكان شعروا بالهزة في اليونان ولبنان وقبرص والأردن وفلسطين والعراق ورومانيا وجورجيا ومصر..[30]

### الزلازل الصغيرة (أقل من 6.0 درجات)
- 1898 - دمّر زلزال مدينة حيفا [31]
- 1956 - زلزال شم: وقع في قضاء الشوف جنوب لبنان. تسبّب بتدمير 6000 منزل وتدمير 17000 منزل آخر ؛ قتل 136 شخصا. القدر - M ميجا .
- 2008 - ضرب زلزال بقوة 5.1 درجة جنوب لبنان في 15 فبراير، ما تسبب بإصابة عشرة أشخاص وانقطاع التيار الكهربائي وحدوث بعض الأضرار في المباني. شعر السكان بصدمة الانزلاق المائل بشكل خفيف في القدس ونيقوسيا وعمّان.[32]
- 2020 - سلسلة من الهزات الأرضية على عمق 20 كيلومترًا شرقيّ البحر الأبيض المتوسط بالقرب من برج الإسلام في سوريا.[33][34]
- 2022 - زلزال بقوة 4.1 درجات على عمق حوالي ميل واحد تحت سطح الأرض، كان مركزه شمال شرق بيت شيعان جنوب بحيرة طبريا، لم يتم الإبلاغ عن إصابات أو أضرار.[35]